# Adūk
Adūk (persiska: عَدوكِ دودِراء, ‘Adūk-e Dūderā’, ادوک) är en ort i Iran.   Den ligger i provinsen Chahar Mahal och Bakhtiari, i den centrala delen av landet, 500 km söder om huvudstaden Teheran. Adūk ligger 1 755 meter över havet och antalet invånare är 128.
Terrängen runt Adūk är bergig åt sydost, men åt nordväst är den kuperad.Runt Adūk är det ganska glesbefolkat, med 38 invånare per kvadratkilometer. Närmaste större samhälle är Lordegān, 18,4 km norr om Adūk. Omgivningarna runt Adūk är i huvudsak ett öppet busklandskap.